# Hexanoate d'éthyle
L'hexanoate d'éthyle est l'ester de l'acide hexanoïque avec l'éthanol et de formule semi-développée CH3(CH2)4COOCH2CH3 utilisé dans l'industrie alimentaire et dans la parfumerie comme arôme. Il possède une forte odeur de fruit avec une touche d'ananas et est utilisé dans la composition d'arômes fruités et également dans des parfums fruités.